# 盆唐中央公園
盆唐中央公園（ブンダンチュンアンこうえん）は、大韓民国京畿道城南市盆唐区にある公園である。

## 概要
本来の地形をそのままにして造られた公園。都心の中にもかかわらず、景福宮などをモデルとした王宮が建っている。市民だけでなく、他の都市や外国からも訪れてくる人がいる。外国からは主に日本人や台湾人が見学に来ることが多い。最近では、ロケ地に使われることもある。

## 交通
地下鉄
●韓国鉄道公社盆唐線書峴駅　徒歩10分
●韓国鉄道公社盆唐線薮内駅　徒歩10分
路線バス
2番、17-1番、33-1番、45-2番、66-1番、77-1番、116番、119番、303番、670番、700番、720番、736-1番、820番、861番、906番、909番、910番、1001番、1001-1番、1005番、1005-1番、1116番

## 園内施設
- 盆唐湖
- 芝生広場
- 常綠樹広場
- ヨクマル広場
- ファンセウル広場
- 故人石庭園
- 藪内洞家屋